# Верхняя Бэлцата
Верхняя Бэлцата, Бэлцата де Сус (рум. Bălțata de Sus) — село в Криулянском районе Молдавии. Наряду с сёлами Бэлцата, Сагайдак и Верхний Сагайдак входит в состав коммуны Бэлцата.

## География
Село расположено на высоте 91 метров над уровнем моря.

## Население
По данным переписи населения 2004 года, в селе Верхняя Бэлцата проживает 68 человек (32 мужчины, 36 женщин).
Этнический состав села:
| Национальность | Число жителей | Процентный состав |
| -------------- | ------------- | ----------------- |
| украинцы       | 43            | 63.24             |
| молдаване      | 23            | 33.82             |
| русские        | 1             | 1.47              |
| поляки         | 1             | 1.47              |
| Всего          | 68            | 100%              |